# چادان
شهر چادان (به روسی: Чадан) در کشور روسیه و در جمهوری تووا واقع شده‌است.